# Elvange
Elvange là một xã trong vùng hành chính Lorraine, thuộc tỉnh Moselle, quận Boulay-Moselle, tổng Faulquemont. Tọa độ địa lý của xã là 49° 03' vĩ độ bắc, 06° 32' kinh độ đông. Elvange nằm trên độ cao trung bình là 233 mét trên mực nước biển, có điểm thấp nhất là 227 mét và điểm cao nhất là 305 mét. Xã có diện tích 7,12 km², dân số vào thời điểm 1999 là 371 người; mật độ dân số là 52 người/km². Xã nằm khoảng 29 km về phía đông của Metz, thuộc Pháp từ năm 1766.

## Thông tin nhân khẩu
| 1962 | 1968 | 1975 | 1982 | 1990 | 1999 |
| ---- | ---- | ---- | ---- | ---- | ---- |
| 244  | 284  | 254  | 310  | 337  | 371  |